# Organizația Internațională de Aviație Virtuală
IVAO sau Organizația Internațională de Aviație Virtuală este o asociație non-profit care operează un simulator de zbor on-line.
După înregistrarea gratuită  utilizatorii se pot conecta la rețeaua IVAO, fie ca un  controlor de trafic aerian sau ca un pilot pentru a interacționa și a se antrena într-un mediu multiplayer masiv care folosește termeni, proceduri și frazeologia  reală din lumea aeronautică.

## Divizii Active
| Algeria                                                       | Argentina      | Aruba                         | Australia            |
| Austria                                                       | Belarus        | Belgia & Luxemburg            | Brazilia             |
| Bulgaria                                                      | Chile          | China                         |                      |
| Columbia                                                      | Republica Cehă | Danemarca                     | Republica Dominicană |
| Egipt                                                         | Finlanda       | Franța                        | Polinezia Franceză   |
| Germania                                                      | Grecia         | Hong Kong                     | Ungaria              |
| India                                                         | Indonezia      | Iran                          | Irlanda              |
| Israel                                                        | Italia         | Jordan                        | Kuweit               |
| Mexic                                                         | Maroc          | Olanda                        | Antilele Olandeze    |
| Noua Caledonie                                                | Noua Zeelandă  | Norvegia                      | Polonia              |
| Portugalia                                                    | România        | Rusia                         | Arabia Saudită       |
| Senegal                                                       | Serbia         | Slovacia                      | Slovenia             |
| Africa De Sud                                                 | Spania         | Sudan                         | Suedia               |
| Elveția                                                       | Siria          | Thailanda                     | Tunisia              |
| Turcia                                                        | Ucraina        | Regiunea Golfului Consiliului | Regatul Unit         |
| Regiunea America De Nord (Statele Unite Ale Americii, Canada) | Venezuela      | Malta                         |                      |

## Link-uri externe
- Site web oficial